# Đại Tần đế quốc (phim truyền hình)
Đại Tần đế quốc (chữ Hán:大秦帝国) là một bộ phim truyền hình Trung Quốc được sản xuất năm 2006 và công chiếu vào cuối năm 2009. Bộ phim chuyển thể từ tập 1 mang tên Hắc sắc liệt biến của loạt tiểu thuyết lịch sử 6 tập Đại Tần đế quốc của nhà văn Tôn Hạo Huy. Cốt truyện trong phim kể về việc xây dựng nước Tần dưới thời Tần Hiếu công với sự kiện biến pháp Thương Ưởng.
Phim được sản xuất vào năm 2006 và phát sóng lần đầu tiên trên các kênh truyền hình ở Trung Quốc vào tháng 12 năm 2009. Ba phần tiếp theo là Đại Tần đế quốc II: Tung hoành (2012), Đại Tần đế quốc III: Quật khởi (2017) và Đại Tần đế quốc IV (2019), cũng dựa trên tiểu thuyết của Tôn Hạo Huy.

## Nội dung
Thế kỷ thứ tư trước Công nguyên, ở Trung Hoa diễn ra một giai đoạn đẫm máu gọi là thời Chiến quốc. Ở phía Tây, nước Tần là một đất nước nhỏ bé, liên tục bị nước Ngụy hùng mạnh ở phía Đông xâm chiếm. Tần Hiếu Công, vị vua trẻ của nước Tần đã tiến hành cải cách, thực hiện biến pháp Thương Ưởng, khiến nước Tần trở nên hùng mạnh và đã thống nhất Trung Hoa gần 200 năm sau đó.

## Diễn viên
- Hầu Dũng vai Tần Hiếu công
- Vương Chí Phi vai Thương Ưởng
- Cao Viên Viên vai Bạch Tuyết
- Lý Lập Quần vai Ngụy Huệ vương
- Vưu Dũng vai Bàng Quyên
- Đỗ Vũ Lộ vai Công Thúc Tọa
- Lô Dũng vai Doanh Kiền
- Dương Chí vai Khuất Nguyên
- Lữ Trung vai Thái hậu
- Tôn Phi Hổ vai Cam Long
- Vu Dương vai Cảnh Giam
- Cừu Vĩnh Lực vai Công Tôn Cổ
- Tề Phương vai Huỳnh Ngọc
- Uyển Nhiễm vai Huyền Kỳ
- Vương Huy vai Công Tử Ngang
- Mao Lạc vai Sư Lý Tật (Doanh Tật - Phần 2)
- Hứa Hoàn Sơn vai Tần Hiến công
- Lưu Nãi Nghệ vai Doanh Tứ
  - Bằng Bằng Phi vai Doanh Tứ lúc nhỏ
- Hầu Tường Linh vai Tử Xa Anh
- Quách Thường Huy vai Tử Ngạn
- Ngọ Mã vai Bách Lý Dao
- Quý Thần vai Tề Uy vương
- Lưu Mục vai Thái tử Thân
- Đổng Kỳ Minh vai Tôn Tẫn
- Trần Chi Huy vai Hầu Doanh
- Lô Siêu Phàm vai Tấn Bỉ
- Khương Hoa vai Long Cổ
- Triệu Đông Bách vai Thân Bất Hại
- Chu Ngọc Hoa vai Cầm Hoạt Ly
- Tiễn Vệ Đông vai Khổ Hoạch
- Vương Nghênh Kỳ vai Đặng Lăng Tử
- Lý Thế Đức vai Thận Đáo
- Nhậm Vĩ vai Vương Thức
- Kim Minh vai Triệu Kháng
- Tiêu Trường Đạo vai Mạnh Sách
- Nhậm Hy Hồng vai Tây Khuất Hồ
- Lý Trác vai Bạch Tấn
- Lý Hải Cáp vai Lệnh Hồ
- Lưu Băng Phong vai Cam Thành
- Khương Hóa Lâm vai Hắc Bá
- Bằng Tranh vai Sơn Giáp
- Hạ Lộ vai Hà Nha
- Triệu Dương vai Mai Gia
- Từ Ngọc Đình vai Lão Bạch Đà
- Tôn Giao Long vai Kinh Nam
- Tôn Bỉnh Kỳ vai Triêu Lương
- Mai Sinh Tường vai Biển Thước
- Lý Phi Nhân vai Hắc Tảo